# أنتوني كينغ (عالم)
أنتوني كينغ (بالإنجليزية: Anthony King) (و. 1934 – 2017 م) هو عالم سياسة كندي، ولد في كندا، كان عضوًا في الأكاديمية البريطانية، والأكاديمية الأمريكية للفنون والعلوم، توفي عن عمر يناهز 83 عاماً.

## التعليم
تعلم في كلية نوفيلد.

## جوائز
حصل على جوائز منها:
- زمالة الأكاديمية البريطانية
- منحة رودس